# براندون كينر
براندون كينر (بالإنجليزية: Brandon Keener)‏ هو ممثل أمريكي، ولد في 1 أكتوبر 1974 في فورت سميث في الولايات المتحدة.

## وصلات خارجية
- براندون كينر على موقع IMDb (الإنجليزية)
- براندون كينر على موقع قاعدة بيانات الفيلم (الإنجليزية)